# John Holland (athlétisme)
Pour les articles homonymes, voir John Holland et Holland.
John Macfarlane « Dutch » Holland  (né le 20 décembre 1926 à Auckland et mort le 9 juin 1990) est un athlète néo-Zélandais, spécialiste du 400 mètres haies.

## Carrière
Il remporte deux médailles lors des Jeux de l'Empire britannique de 1950 : l'argent sur 440 yards haies et le bronze au titre du relais 4 × 440 yards haies.
En 1952, John Holland décroche la médaille de bronze du 400 m haies des Jeux olympiques de 1952, à Helsinki. Auteur de 52 s 2 en finale, il est devancé par l'Américain Charles Moore et le Soviétique Yuriy Lituyev. 

### Palmarès
| Date | Compétition                  | Lieu     | Résultat | Épreuve             |
| ---- | ---------------------------- | -------- | -------- | ------------------- |
| 1950 | Jeux de l'Empire britannique | Auckland | 2e       | 440 yards haies     |
| 1950 | Jeux de l'Empire britannique | Auckland | 3e       | 4 × 440 yards haies |
| 1952 | Jeux olympiques              | Helsinki | 3e       | 400 m haies         |

### Records
| Épreuve     | Performance | Lieu | Date |
| ----------- | ----------- | ---- | ---- |
| 400 m haies | 51 s 9      |      | 1952 |